# Milan (Novo México)
Milan é uma vila localizada no estado americano de Novo México, no Condado de Cibola.

## Demografia
Segundo o censo americano de 2000, a sua população era de 1891 habitantes.
Em 2006, foi estimada uma população de 2504, um aumento de 613 (32.4%).

## Geografia
De acordo com o United States Census Bureau tem uma área de 7,5 km², dos quais 7,5 km² cobertos por terra e 0,0 km² cobertos por água. Milan localiza-se a aproximadamente 1998 m acima do nível do mar.

## Localidades na vizinhança
O diagrama seguinte representa as localidades num raio de 36 km ao redor de Milan.